# Производство фотоэлементов методом струйной печати
Производство солнечных элементов (фотоэлементов) посредством струйной печати — это несложный, недорогой метод покрытия поверхности полупроводниковым материалом и электродами с использованием струйного принтера.
Данный подход разрабатывается различными институтами, включая университет Нового Южного Уэльса (University of New South Wales), государственный университет Орегона (Oregon State University) и Массачусетский технологический институт (Massachusetts Institute of Technology).
Струйная печать — один из новейших и наиболее экспериментальных методов, который используется для производства солнечных элементов, и играет потенциально огромную роль в производстве общедоступных солнечных панелей. Основной принцип струйной печати — использование ряда сопел для бесконтактной передачи чернил (материалов) непосредственно на бумагу или другую поверхность (при этом, не касаясь её). Что позволяет не только осуществлять печать на различных поверхностях, но также и на различных материалах.

## История
Первый случай, связанный с «печатной электроникой», относится к 1903 году, когда Альберт Хансон подал патент на печатный провод. В дальнейшем, радио продвинуло промышленность печатной электроники вперед. До недавнего времени струйные принтеры не использовались в области печатной электроники. Данная отрасль стала двигаться по направлению к струйной печати в связи с её низкой стоимостью и гибкостью использования. Один из примеров такого использования — солнечный элемент, произведённый методом струйной печати. Первый пример такого производства относится к компании Konarka (Массачусетс, США), 2008 год. В 2011 году исследователям из государственного университета Орегона удалось обнаружить способ создания CIGS (CuInGaSe — copper indium gallium selenide или селенид меди-индия-галлия) солнечного элемента с использованием струйного принтера. В том же году в Массачусетском технологическом институте смогли создать фотоэлемент, используя струйную печать на бумаге. Такое использование струйной печати для производства солнечных элементов ново и все ещё исследуется.

## Принцип производства
В целом, солнечные элементы производятся посредством наложения полупроводникового материала и электродов на какую-либо поверхность при помощи струйного принтера. Как органические, так и неорганические солнечные элементы могут быть произведены методом струйной печати. Органические солнечные элементы, напечатанные струйным принтером, в основном представляют собой CIGS солнечные элементы. Как правило, краски состоят из смесей солей металлов (CIGS) в случае неорганического солнечного элемента. CIGS особенно хорошо подходит для формирования тонкоплёночных солнечных элементов, так как он поглощает свет сильнее, чем традиционный полупроводник, который широко применим в компьютерном производстве — кремний. Так, CIGS слоем в 1-2 мкм толщиной способен практически так же эффективно поглощать энергию фотонов, как 50-микрометровый слой кремния.
В случае органического элемента краска — это смесь полимера с фуллереном. Далее краска переносится на различные поверхности. Именно данные материалы создают электроэнергию при помощи солнечных лучей. В большинстве случаев далее происходит осаждение нескольких слоев других материалов, или же элемент проходит другие процессы с целью завершения обработки. Весь процесс осуществляется при атмосферном давлении; температуры могут достигать до 500 °С. Важными факторами, которые необходимо учитывать для получения высокой эффективности печатных элементов, являются: время латентности струйной печати; температура печатного стола; эффект химических свойств донора полимера.

### Преимущества
Основное преимущества изготовления солнечных элементов посредством струйной печати — низкая стоимость производства, что связано с отсутствием необходимости в вакууме, что делает оборудование дешевле. Также, смесь солей металлов, которые используются для красок, снижает стоимость солнечных элементов. В сравнении с такими методами как, например, осаждение из газовой фазы (англ. Vapor phase deposition), метод струйной печати производит небольшое количество отходов материалов. Это связано с тем, что принтер способен создавать очень точную структуру. Некоторые солнечные элементы, напечатанные струйным принтером, используют CIGS материал, производительность солнечной эффективности которого выше по сравнению с традиционными кремниевыми солнечными панелями. Использование CIGS делает такой фактор, как небольшое количество отходов, ещё важнее, в виду редкости некоторых материалов. Более того, данный метод экологически чистый, так как он не требует применения ядовитых химикатов для производства солнечных элементов, как в случае с другими методами.

### Недостатки
Эффективность напечатанных струйной печатью солнечных элементов слишком мала, чтобы им стать коммерчески жизнеспособными. Даже в случае увеличения эффективности, используемые материалы могут быть проблемой. Индий — редкий материал, который может исчезнуть в течение следующих 15 лет, в связи с тем, как он используется в настоящее время. Другая проблема — это производство атмосферостойких красок, которые способны пережить суровые условия.

## Возможности
В традиционных солнечных элементах поверхность, на которой находится фотоэлектрический материал, в целом стоит больше, чем сам материал. При помощи струйной печати стало возможным печатать солнечные элементы на бумаге, что позволит солнечным элементам стать намного дешевле и даст возможность располагать их практически где угодно. С наличием бумажных солнечных элементов будет возможно размещать их на шторах, окнах, жалюзи и практически в любой точке дома. Это очень перспективно и может стать будущим солнечной энергии.